# Arrest Lévy et Hachenbourg c/ Moyse, Clausse e.a.
Lévy et Hachenbourg c/ Moyse, Clausse e.a. (Cass. civ. 28 februari 1883, D. 1884,I,27 en Cass. civ. 6 juni 1886, D. 1887,I,25) is de roepnaam van twee arresten van de Franse Cour de cassation van respectievelijk 28 februari 1883 en 6 juni 1886. De arresten hebben betrekking op de uitleg van artikel 2279 van de Code civil inzake de bescherming van verkrijgers te goeder trouw.

## Casus en procesverloop
Ene Clausse ging op een dag naar het effectenkantoor van meneer Moyse om daar enige waardepapieren in bewaring te geven. Hij overhandigde de papieren aan een medewerker, de heer Aron, die de papieren echter niet in de kluis van Moyse legde maar ze verduisterde door ze bij wijze van inbetalinggeving over te dragen aan Lévy et Hachenbourg, twee bankiers. Aron had bij hen namelijk een schuld. Lévy et Hachenbourg waren volledig te goeder trouw ten aanzien van de bevoegdheid van Aron om de waardepapieren te vervreemden.
Moyse en Clausse stelden een vordering tot teruggave van de waardepapieren in tegen Lévy et Hachenbourg, daartoe betogende dat de overeenkomst tussen Aron en Lévy et Hachenbourg nietig was op grond van artikel 76 van de toen geldende Code de commerce. In dat artikel was op straffe van nietigheid bepaald dat alleen officieel erkende effectenmakelaars in waardepapieren mochten handelen, wat Aron niet was. Lévy et Hachenbourg beriepen zich op derdenbescherming op grond van artikel 2279(1) Cc, welke bepaling luidt:

En fait de meubles, la possession vaut titre.
Met betrekking tot roerende goederen geldt het bezit als titel.

De Cour de cassation moest zich in cassatie tweemaal over de zaak uitlaten. In eerste instantie over de uitleg van het tweede lid van artikel 2279 Cc, in tweede instantie over de uitleg van het eerste lid.

## Eerste beoordeling door de Cour de cassation
De advocaten van Moyse en Clausse betoogden in eerste instantie dat bescherming op grond van het eerste lid van artikel 2279 Cc niet aan de orde kon zijn, omdat de zaak viel onder de uitzondering van het tweede lid, dat luidt:

Néanmoins, celui qui a perdu ou auquel il a été volé une chose peut la revendiquer pendant trois ans à compter du jour de la perte ou du vol, contre celui dans les mains duquel il la trouve ; sauf à celui-ci son recours contre celui duquel il la tient.
Niettemin kan hij die een zaak verloren heeft of aan wie een zaak ontstolen is, gedurende drie jaren, te rekenen van de dag waarop het verlies of de diefstal heeft plaatsgehad, de zaak terugvorderen van degene in wiens handen hij ze vindt; behoudens het verhaal van de laatstgenoemde op degene van wie hij ze bekomen heeft.

Volgens de advocaten van Moyse en Clausse was er sprake van onvrijwillig bezitsverlies en konden hun cliënten de papieren dus gedurende drie jaren van Lévy et Hachenbourg opvorderen. De rechtbank en het Hof van Parijs gingen hierin mee, en Lévy et Hachenbourg stelden beroep in cassatie in bij de Cour de cassation. Deze zag zich voor de vraag gesteld of sprake was van vrijwillig of onvrijwillig bezitsverlies.
Volgens (de advocaten van) Moyse en Clausse had Clausse nooit de wil gehad om de papieren aan Aron te geven, maar aan zijn werkgever, Moyse. Moyse had op zijn beurt nooit de wil gehad de papieren aan zijn werknemer toe te vertrouwen. Aldus was volgens hun sprake van diefstal, en niet van verduistering: Aron had zich de papieren wederrechtelijk toegeëigend om deze vervolgens te verkopen. De Cour de cassation ging hier niet in mee en vernietigde het arrest van het Hof van Parijs. De Cour was van mening dat Clausse de papieren vrijwillig had afgestaan aan Aron en de zaak dus niet viel onder de uitzondering van artikel 2279(2) Cc. De zaak werd verwezen naar het Hof van Orléans voor verdere behandeling.

## Tweede beoordeling door de Cour de cassation
In tweede instantie ging het nog slechts om de uitleg van artikel 2279(1) Cc, nu de Cour had geoordeeld dat de zaak niet onder de uitzondering van het tweede lid viel. Moyse en Clausse waren van mening dat Lévy et Hachenbourg de waardepapieren hadden verkregen op grond van een nietige titel. Lévy et Hachenbourg beriepen zich op de bescherming van artikel 2279(1) Cc, stellende dat hun bezit "als volkomen titel" geldt.
De hoofdregel van het Franse zakenrecht is dat eigendom overgaat 'uit hoofde van verbintenissen'. Een logisch gevolg van het ontbreken van een geldige titel is dat de eigendom niet overgaat. Artikel 2279(1) Cc heelt dit gebrek echter. Volgens de Cour de cassation kunnen Lévy et Hachenbourg een beroep doen op de bescherming die dat artikel biedt, mits zij het feitelijke bezit hebben en te goeder trouw waren op het moment dat zij dat bezit verkregen. Daarvoor is volgens de Cour niet vereist dat er een geldige titel aan de overdracht ten grondslag ligt, want possession vaut titre: het bezit geldt zelf als volkomen titel. Nu Moyse en Clausse niet konden bewijzen dat Lévy et Hachebourg te kwader trouw waren werden deze laatsten beschermd.

## Relevantie en rechtsvergelijking
In het tweede arrest Lévy et Hachenbourg c/ Moyse, Clausse e.a. bevestigt de Cour de cassation op ondubbelzinnige wijze eerdere rechtspraak waarin werd geoordeeld dat voor de bescherming van artikel 2279(1) Cc geen geldige titel, maar slechts feitelijke bezitsverschaffing en goede trouw aan de kant van de verkrijger vereist zijn. Daarmee geeft de Cour een tegenovergestelde uitleg aan het artikel dan de Hoge Raad der Nederlanden meer dan zestig jaar later zou geven aan het gelijkluidende artikel 2014 BW (oud) in het arrest Damhof/De Staat. De Hoge Raad besliste namelijk dat voor bescherming op grond van dat artikel wel een geldige titel vereist is tussen vervreemder en verkrijger. Anders dan in Nederland, en ook Duitsland, heelt artikel 2279(1) Cc dus niet enkel de beschikkingsonbevoegdheid van de vervreemder, maar vormt het een uitzondering op de regel dat eigendom overgaat 'uit hoofde van verbintenissen', en beschermt het het feitelijk bezit van de verkrijger te goeder trouw.
De Cour de cassation oordeelde ook nadrukkelijk dat bescherming op grond van het eerste lid alleen aan de orde kan zijn als sprake is van vrijwillig bezitsverlies. Voor onvrijwillig bezitsverlies, zoals in het geval van diefstal, geldt onverkort dat de eigenaar de zaak op grond van het tweede lid binnen drie jaar kan terugvorderen. Artikel 2280 Cc bepaalt wel dat, indien een derde te goeder trouw de gestolen waren heeft gekocht op een markt, een openbare verkoop of van een koopman die van de verkoop van dergelijke waren zijn beroep maakt, de eigenaar de zaken alleen kan opvorderen onder betaling van de prijs die de derde daarvoor betaald heeft.